# Гусейнов, Вели Аллахверди оглы
 Вели Аллахверди оглы Гусейнов  (азерб.  Vəli Allahverdi oğlu Hüseynov ) — азербайджанский учёный, доктор физико-математических наук (2003), член-корреспондент НАНА (2007). Действительный член Нью-Йоркской академии наук  (2001). Член Института физики Соединённого Королевства Великобритании и Северной Ирландии (2001). Заслуженный преподаватель Азербайджанской Республики (2007). 

## Биография
Вели Гусейнов родился 1 февраля 1964 года в селе Бехруд Ордубадского района Нахичеванской АССР Азербайджанской ССР. 
В 1988 году окончил физический факультет Московского государственного университета имени М. В. Ломоносова. В 1994 году окончил аспирантуру по специальности «теоретическая физика» МГУ. В 1994 году защитил кандидатскую диссертацию по теме «Нейтрин-лептонные процессы во внешнем магнитном поле» в МГУ. В 1998 году получил ученое звание доцента. 
В 2003 году был избран заведующим кафедры «Общая и теоретическая физика» Нахичеванского государственного университета, в том же году защитил докторскую диссертацию по теме «лептонные процессы во внешнем магнитном поле» в Бакинском государственном университете. Доктор физико-математических наук В. Гусейнов в 2003—2010 гг. работал проректором Нахичеванского государственного университета, в 2004—2010 — руководителем лаборатории Института природных ресурсов Нахичеванского отделения НАНА. 
В 2007 году был избран член-корреспондентом Национальной академии наук Азербайджана. 
16 октября 2007 года распоряжением президента Азербайджанской Республики за № 2435 В. Гусейнову присвоено почётное звание «Заслуженный преподаватель Азербайджанской Республики». 
3 ноября 2009 года за научные достижения в области элементарных частиц и астрофизики Вели Гусейнов был награждён Международной премией Эйнштейна.

## Научная деятельность
В. Гусейнов — автор 4 книг, более 50 опубликованных научных статей.

### Некоторые научные работы
- Гусейнов В. А. The scattering of an antineutrino at anelectron in an external field (англ.) // Journal of Physics G: Nuclear and Particle Physics. — Institute of Physics and IOP Publishing Limited, 2000. — Vol. 26, no. 9. — P. 1313—1319. — ISSN 0954-3899.
- Гусейнов В. А. Neutrino-electron scattering in a magnetic field with allowance for polarizations of electrons (англ.) // Physical Review D - Particles, Fields, Gravitation and Cosmology. — American Physical Society, 2007. — Iss. 75, no. 7. — ISSN 1550-7998.
- Гусейнов В. А. Antineutrino-electron scattering in a magnetic field with allowance for polarizations of electrons (англ.) // Journal of Physics G: Nuclear and Particle Physics. — Institute of Physics and IOP Publishing Limited, 2007. — Vol. 34, no. 5. — P. 897—906. — ISSN 0954-3899.